# Abu Dhabi International Airport
Abu Dhabi International Airport (Arabisch:مطار أبوظبي الدولي) (ICAO: OMAA, IATA: AUH) is een luchthaven in Abu Dhabi, de hoofdstad van de Verenigde Arabische Emiraten. Het is een van de snelstgroeiende luchthavens in de wereld op het gebied van passagiers, nieuwe luchtvaartmaatschappijen en infrastructurele ontwikkeling.

## Kenmerken
De luchthaven van Abu Dhabi is de op een na grootste in de VAE, met 24,5 miljoen passagiers in 2016. Haar terminals worden gedomineerd door Etihad Airways die de op een na grootste luchtvaartmaatschappij in de Verenigde Arabische Emiraten is. In 2016 vervoerde deze Etihad driekwart van alle passagiers op de luchthaven. 
Terminal 3 werd geopend in januari 2009, waarmee de luchthaven een capaciteit kreeg van 12 miljoen passagiers per jaar. De terminal was uitsluitend bestemd voor Etihad. De groei noodzaakte een verder uitbreiding naar 20 miljoen passagiers per jaar. In 2012 werd een start gemaakt met een verdere expansie met 30 miljoen passagiers per jaar met de bouw Midfield Terminal Building. Deze terminal krijgt 65 gates en ligt tussen de twee landingsbanen. De terminal vergt een investering van US$ 3 miljard en de oplevering stond gepland in 2017. De ingebruikname is verlaat en wordt nu in het laatste kwartaal van 2019 verwacht.

## Vervoerscijfers
| Jaar | Totaal passagiers | Totaal vracht (in ton) | Totaal vliegtuigbewegingen |
| ---- | ----------------- | ---------------------- | -------------------------- |
| 1998 | 3.131.283         | 79.847                 | 45.927                     |
| 1999 | 3.522.306         | 92.267                 | 50.694                     |
| 2000 | 3.684.307         | 318.632                | 57.111                     |
| 2001 | 3.588.015         | 385.055                | 65.134                     |
| 2002 | 3.986.665         | 391.079                | 35.987                     |
| 2004 | 5.247.000         | N/A                    | N/A                        |
| 2005 | 5.465.987         | N/A                    | N/A                        |
| 2006 | 6.289.457         | 257.622                | 75.437                     |
| 2007 | 6.926.000         | 315.317                | 82.287                     |
| 2008 | 9.026.000         | 353.820                | 93.163                     |
| 2011 | 12.365.712        | N/A                    | N/A                        |
| 2012 | 14.700.420        | N/A                    | N/A                        |
| 2013 | 16.526.316        | N/A                    | 135.213                    |
| 2014 | 19.865.127        | 797.069                | 154.821                    |
| 2015 | 23.287.632        | N/A                    | 172.819                    |
| 2016 | 24.482.119        | N/A                    | 172.069                    |